# Bence Szabó (Fechter, 1962)
Bence Szabó (* 13. Juni 1962 in Budapest) ist ein ungarischer Säbel-Fechter. Zwischen 1988 und 1996 gewann er zwei Gold- und zwei Silbermedaillen bei Olympischen Spielen. 

## Karriere
Bence Szabó nahm an den Olympischen Sommerspielen 1988 in Seoul teil und gewann dort die Goldmedaille mit der Säbel-Mannschaft. Vier Jahre später, bei den Olympischen Sommerspielen 1992 in Barcelona, wurde Szabó Olympiasieger im Säbel-Einzel. Zudem gewann er Silber mit der Mannschaft, was er bei den Olympischen Sommerspielen 1996 in Atlanta wiederholen konnte. In Atlanta belegte er Platz 17 im Einzel.
Bei den Fechtweltmeisterschaften 1993 in Essen wurde Bence Szabó Vizeweltmeister, 1994 in Athen erreichte er den dritten Platz. Mit der Mannschaft wurde Szabó bei den Fechtweltmeisterschaften 1990 in Lyon Vizeweltmeister, bei den Heim-Weltmeisterschaft 1991 in Budapest wurde er Weltmeister. Diesen Mannschaftstitel konnte Szabó 1993 in Essen verteidigen. In Athen 1994 holte er mit der Mannschaft Silber, bei den Fechtweltmeisterschaften 1995 in Den Haag Bronze.
1991 bei den Fechteuropameisterschaften in Wien gewann er sowohl im Einzel als auch mit der Mannschaft.